# Yahia Boushaki
Yahia Boushaki (in arabo يحي بوسحاقي‎?, in cabila: ⵖⴰⵀⵉⴰ Boⵓⵙⵀⴰⴽⵉ) è un quartiere situato a 15 km dal centro di Algeri a 200 metri sul livello del mare ed è parte della città di Bab Ezzouar.

## Descrizione
Il quartiere "Yahia Boushaki", conosciuto anche come "Chinatown", è una zona residenziale, amministrativo e commerciale della città di Algeri.

## Storia
Il quartiere è stato creato con decreto dell'8 novembre 1978, come parte dello sviluppo della città di Algeri.

## Tram
|  | · |  | Tamaris                           | Mohammadia      |
|  | · |  | Cité Mokhtar Zerhouni             | Mohammadia      |
|  | · |  | Cité Rabia                        | Bab Ezzouar     |
|  | · |  | Université de Bab Ezzouar (USTHB) | Bab Ezzouar     |
|  | · |  | Cité 5 juillet                    | Bab Ezzouar     |
|  | · |  | Bab Ezzouar - Le Pont             | Bab Ezzouar     |
|  | · |  | Cité universitaire - CUB1         | Bab Ezzouar     |
|  | · |  | Cité 8 mai 1945                   | Bab Ezzouar     |
|  | · |  | Clair Matin                       | Bordj El Kiffan |

## Galleria d'immagini

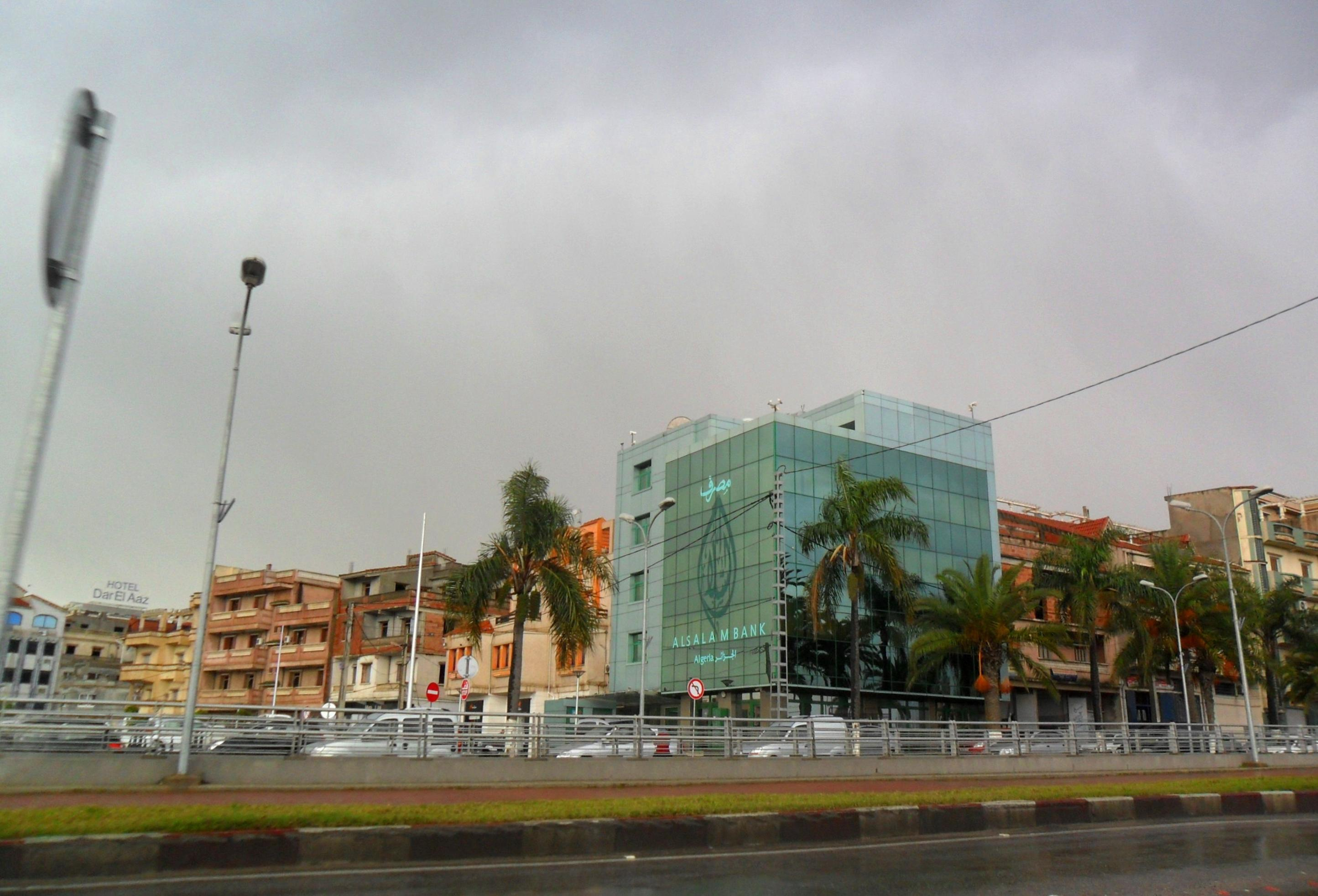
Yahia Boushaki
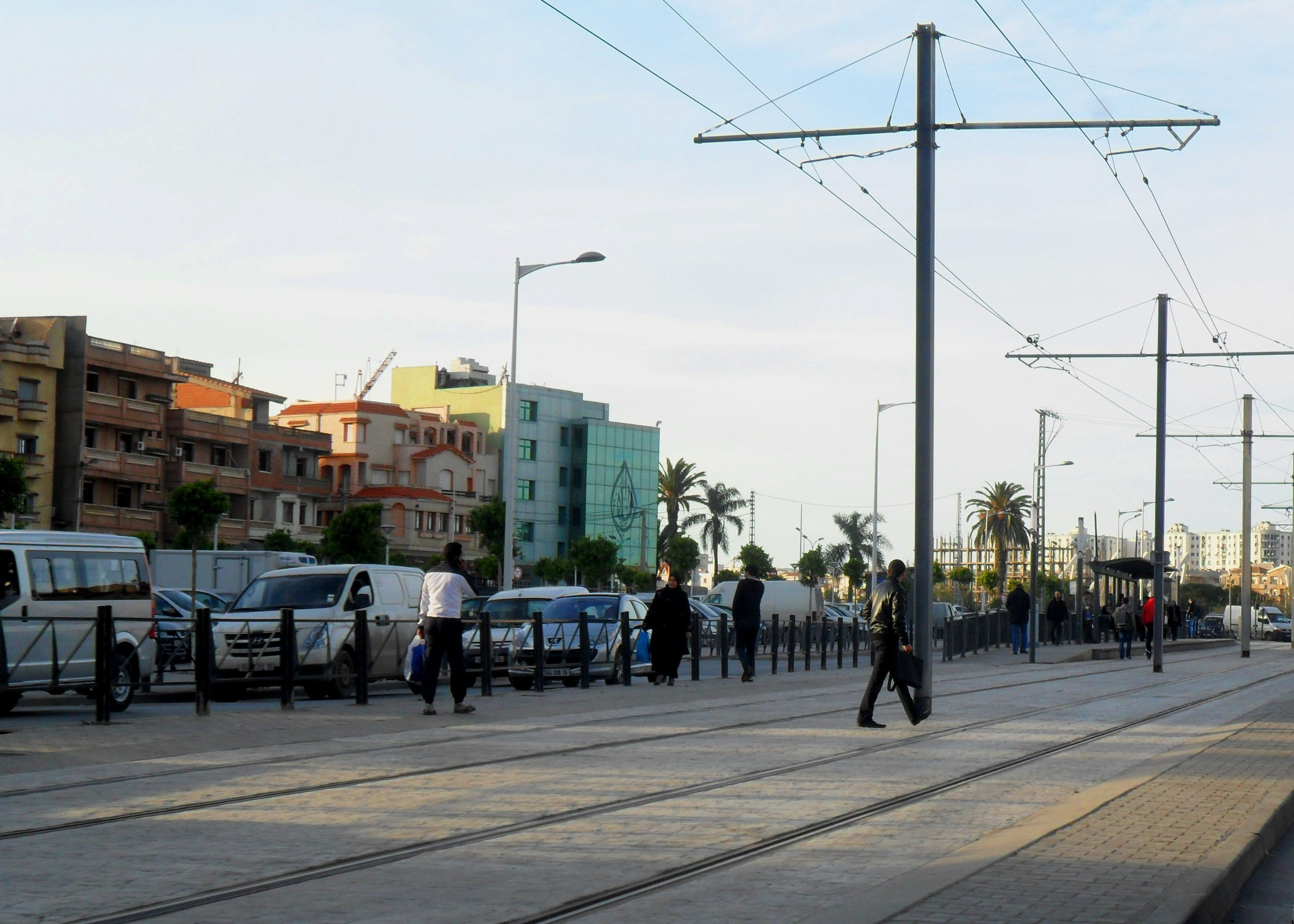
Yahia Boushaki